# The Quarry
The Quarry es un videojuego de terror y drama interactivo desarrollado por Supermassive Games y publicado por 2K Games. Es el sucesor espiritual de Until Dawn (2015) y se lanzó para Windows, PlayStation 4, PlayStation 5, Xbox One y Xbox Series X/S.

## Jugabilidad
The Quarry es un videojuego de drama interactivo de survival horror que se juega desde una perspectiva en tercera persona. En el juego, el jugador asume el control de nueve adolescentes diferentes que deben sobrevivir una noche en Hackett's Quarry. El jugador debe tomar diferentes decisiones, que pueden cambiar el desarrollo del personaje, la trama y las relaciones entre los diferentes personajes. Los nueve personajes jugables pueden morir al final del juego, y cada personaje tiene potencialmente de 10 a 12 formas diferentes de morir. Supermassive esperaba que el juego durara unas 10 horas, aunque la muerte prematura de ciertos personajes puede hacer que el juego termine antes de las 7 horas. Debido a la historia ramificada del juego, tiene muchos finales y, al final de la partida, los jugadores recibirán diferentes cartas coleccionables que representan el destino de cada personaje. Una vez que el jugador complete su primera partida del juego, desbloqueará Death Rewind, lo que le permitirá deshacer tres muertes de personajes en cada partida subsiguiente. Sin embargo, si el jugador reservó la Edición Deluxe, tendrá el Death Rewind para su primera partida.
Los jugadores pueden deshabilitar ciertos elementos del juego, como presionar botones, quick time event y apuntar y disparar, lo que les permite progresar en el juego con un esfuerzo mínimo. El juego cuenta con multijugador local y en línea. En el modo multijugador local, los jugadores se turnan para controlar diferentes personajes, mientras que en el modo en línea, otros siete jugadores participantes pueden votar en las decisiones clave. Los jugadores pueden participar en la votación con solo descargar la versión de demostración de The Quarry. El juego también cuenta con un modo de solo película en el que el jugador puede establecer los rasgos de personalidad de diferentes personajes y luego dejar que la historia se desarrolle.

## Reparto
- Evan Evagora como Nicholas "Nick" Furcillo[5]
- Siobhan Williams como Laura Kearney[5]
- Justice Smith como Ryan Erzahler[5]
- Brenda Song como Kaitlyn Ka[5]
- Skyler Gisondo como Max Brinly[5]
- Ariel Winter como Abigail "Abi" Blyg[5]
- Miles Robbins como Dylan Lenivy[5]
- Halston Sage como Emma Mountebank[5]
- Zach Tinker como Jacob Custos[5]
- Ted Raimi como Travis Hackett[5]
- David Arquette como Chris Hackett[5]
- Ethan Suplee como Bobby Hackett[5]
- Lance Henriksen como Jedediah Hackett[5]
- Lin Shaye como Constance Hackett[5]
- Brian Murphy como Anton Anderson[5]
- Grace Zabriskie como Eliza Voraz[5]
- Emily Axford como Grace Corvin[5]
- Mark Silverman como la Voz de los Tutoriales[5]

## Argumento
Laura Kearney (Siobhan Williams) y Max Brinly (Skyler Gisondo) conducen al norte del estado de Nueva York en medio de la noche para visitar Hackett's Quarry, donde ambos han sido contratados como monitores de un campamento de verano. Por la carretera se desvían del camino para evitar golpear a una criatura desconocida y chocan contra el bosque. Un sheriff del condado local (Ted Raimi) se acerca a su coche y empieza a sospechar de su situación. Ordena a Laura y Max que pasen la noche en un motel cerca de Hackett's Quarry, pero desobedecen y conducen hasta el campamento de todos modos. Cuando llegan, irrumpen en el sótano para investigar algo que vio Laura, pero atacan a Max en el proceso. El sheriff llega al campamento, seda a Laura y dispara a Max en el sótano.
Dos meses después, siete monitores del campamento: Jacob Custos (Zach Tinker), Emma Mountebank (Halston Sage), Ryan Erzahler (Justice Smith), Kaitlyn Ka (Brenda Song), Nicholas "Nick" Furcillo (Evan Evagora), Abigail "Abi" Blyg (Ariel Winter) y Dylan Lenivy (Miles Robbins) se preparan para abandonar Hackett's Quarry. Se quedan varados después de que su vehículo es saboteado por Jacob, que quiere pasar una noche más con su aventura de verano, Emma. El propietario del campamento, Chris Hackett (David Arquette), les pide que se queden encerrados dentro de la cabaña por la noche y se va, diciéndoles que regresará con ayuda por la mañana. En su lugar, el grupo decide lanzar una fiesta con fogata y jugar un juego de Verdad o Reto. Durante el juego, Emma elige atrevimiento, besar a Jacob, o Nick, el enamorado de Abi. Emma elige a Nick, lo que hace que Abi y Jacob se vayan. Emma corre tras Jacob y Nick corre tras Abi.
A lo largo de la noche, dos figuras llamadas Bobby (Ethan Suplee) y Jedediah (Lance Henriksen) acechan a los monitores. Emma encuentra a Jacob molesto junto al lago del campamento; ella lo invita a nadar, a lo que él accede. Abi se reúne con Nick en el bosque, pero un monstruo los ataca y muerde a Nick, por lo que corre hacia los demás mientras grita pidiendo ayuda. Jacob escucha los gritos de Abi y corre hacia el bosque para ayudarla, mientras que Emma nada hasta una isla en medio del lago donde es atacada por un monstruo similar. Dylan, Kaitlyn y Ryan encuentran a Abi y acceden a rescatar a Nick. Lo llevan al albergue del campamento para que se recupere, luego Dylan y Ryan se dirigen a la cabaña de radio del campamento para pedir ayuda externa. Cuando el grupo se refugia en la casa de la piscina, la salud de Nick comienza a empeorar, lo que culmina con su transformación en un hombre lobo. Ahora transformado, escapa al bosque.
Laura llega a la casa de la piscina e informa al grupo de lo que les sucedió a ella y a Max. Ella les dice que el sheriff era el hermano de Chris, Travis Hackett, y los encarceló durante dos meses, durante los cuales se enteraron de una maldición de hombre lobo que se propaga a través de las mordeduras. Laura revela que Chris está maldito y se convierte en hombre lobo cada luna llena y que él es el responsable de infectar a Max. Laura quiere matar a Chris para que la maldición pueda terminar. Laura solicita la ayuda de Ryan para su misión y él acepta a regañadientes ir con ella. Los dos se dirigen hacia la residencia Hackett, donde la matriarca Constance (Lin Shaye) reprende a Travis por no proteger a la familia. Se revela que Jedediah es el patriarca de la familia, siendo Bobby, Chris y Travis sus tres hijos. Laura y Ryan aprenden más sobre la historia de la familia Hackett dentro de su hogar y escuchan a escondidas la conversación entre Constance y Travis. Los Hackett los atrapan en el acto y se produce una pelea. Durante la conmoción, Chris, como hombre lobo, ataca a los miembros de su familia, Laura y Ryan.
Después de la pelea, Travis puede revelarle a Laura que la maldición no termina con la muerte de Chris. Explica que su progenitor es Silas Vorez, el hijo de la adivina Eliza Vorez (Grace Zabriskie), quien ha estado guiando las decisiones del jugador en cada capítulo usando lecturas de cartas del tarot. Hace seis años, la familia Hackett viajó cerca del bosque para visitar un freak show. Los hijos de Chris, Caleb y Kaylee, intentaron liberar al "niño perro" Silas encendiendo un fuego como distracción, pero terminaron quemando todo el espectáculo secundario. Silas mordió a Caleb cuando fue liberado, y Caleb pasó la maldición a Chris y Kaylee. Laura, Ryan y Travis pueden conducir hacia el mismo lugar donde Laura y Max se estrellaron hace dos meses para matar a Silas y acabar con la maldición de forma permanente. Las autoridades llegan al campamento de verano cuando llega la mañana. Las decisiones de los jugadores, las actuaciones en eventos de tiempo rápido y la vigilancia para encontrar pruebas y pistas determinan la conclusión del juego, así como la percepción del público de las muertes que ocurrieron en Hackett's Quarry.

## Desarrollo
The Quarry fue desarrollado por el desarrollador británico Supermassive Games y fue concebido como un sucesor espiritual de Until Dawn (2015) del estudio. Está fuertemente inspirado en películas de monstruos y slasher para adolescentes, y se adhiere a los tropos de películas de terror establecidos con más firmeza que The Dark Pictures Anthology, la otra franquicia de terror de Supermassive. El director creativo Will Byles agregó que si bien el juego está ambientado en los tiempos modernos, "hay una sensación muy de los años 80" sobre el escenario y los personajes, citando películas como Sleepaway Camp y Friday the 13th como principales fuentes de inspiración. Los lugareños que viven cerca de Hackett's Quarry tienen una sensación más "retro" y el equipo fue influenciado por películas como The Hills Have Eyes, The Texas Chainsaw Massacre y Deliverance. Supermassive también se inspiró en Evil Dead y The Thing. El equipo quería que el juego presentara tropos de películas de terror de diferentes épocas, y Byles comparó el juego con un parque temático de terror. Para capturar los sentimientos de una película de terror clásica, Supermassive reclutó a un gran elenco de actores y varios pilares del género para interpretar a los personajes del juego, y colaboró con la productora con sede en Los Ángeles, Digital Dominion sobre la tecnología de captura de movimiento del juego. El elenco del juego incluye a David Arquette, Siobhan Williams, Lin Shaye, Lance Henriksen, Grace Zabriskie, Ted Raimi, Ariel Winter, Ethan Suplee, Miles Robbins, Halston Sage, Zach Tinker, Brenda Song, Skyler Gisondo, Evan Evagora y Justice Smith. Si bien el juego rinde homenaje a varias películas de terror, el equipo aprendió de su experiencia en la creación de Until Dawn , lo que le permitió aumentar el miedo de los jugadores creando tensión en lugar de depender en gran medida de los sustos de salto. Según Byles, el equipo escribió más de 1000 páginas para el guion del juego, y el juego tiene un total de 186 finales diferentes.
Mientras que Until Dawn fue diseñado para ser una experiencia en solitario, el equipo descubrió que a los jugadores les gusta jugar en grupos pequeños y reconoció que Until Dawn era un juego popular para que la gente simplemente lo mirara. Por lo tanto, el juego introdujo un modo Película y amplió las opciones multijugador introducidas en juegos Supermassive anteriores, como Hidden Agenda y The Dark Pictures Anthology, para atraer a las personas que simplemente quisieran ver el juego. Las opciones de accesibilidad también se diseñaron para atender a los jugadores más casuales que pueden no tener experiencia en juegos. En comparación con The Dark Pictures Anthology, The Quarry fue diseñado para una audiencia más amplia y tenía un enfoque menor en el juego.
El editor 2K Games y Supermassive presentaron oficialmente el juego el 18 de marzo de 2022. El juego se lanzó para Microsoft Windows, PlayStation 4, PlayStation 5, Xbox One y Xbox Series X y Series S el 10 de junio de 2022. Los jugadores que compraron la versión Deluxe del juego desbloquearían la opción "Gorefest" en el modo Película, que presenta imágenes más brutales en comparación con el modo Película normal. También recibirían atuendos de personajes adicionales, acceso instantáneo a la función Death Rewind y el paquete de filtros visuales Horror History, que permite a los jugadores cambiar la estética del juego eligiendo entre tres filtros visuales inspirados en películas de terror en diferentes épocas y estilos. del cine de terror.

## Recepción
The Quarry recibió críticas "generalmente favorables", según el agregador de reseñas Metacritic.